# Панагов, Азматгери Жерович
Азаматгери Жерович Панагов — советский хозяйственный, государственный и политический деятель, Герой Социалистического Труда.

## Биография
Родился в 1931 году в селении Верхний Курп Нальчикского округа Терской области. Член КПСС.
С 1948 года — на хозяйственной, общественной и политической работе. В 1948—1996 гг. — рядовой колхозник, учётчик, весовщик, главный агроном колхоза, заместитель председателя, председатель колхоза «Красная звезда» Терского района Кабардино-Балкарской АССР, председатель объединённого колхоза имени Ленина Терского района Кабардино-Балкарской АССР.
Указом Президиума Верховного Совета СССР от 8 апреля 1971 года присвоено звание Героя Социалистического Труда с вручением ордена Ленина и золотой медали «Серп и Молот».
Умер в селе Верхний Курп в 1996 году.